# تجمع وجر الراعة (مودية)

تعديل مصدري - تعديل

تجمع وجر الراعة هو "تجمع بدوي" في  عزلة مودية بمديرية مودية التابعة لمحافظة أبين، بلغ تعداد سكانها 218 نسمة حسب تعداد اليمن لعام 2004.